# ألعاب مكابيه 2005

شعار ألعاب مكابيه 2005.

ألعاب مكابيه 2005 هي النسخة السابعة عشر من ألعاب مكابيه ولقد عقدت في فترة من 11 يوليو - 21 يوليو في مدينة رمات غان في إسرائيل. شارك 7700 رياضي من 55 دولة مختلقة في 100 حدث مختلف. شاركت 3 دول لأول مره في تاريخ الألعاب وهي: قبرص ومقدونيا ولوكسمبورغ.

## الفعاليات

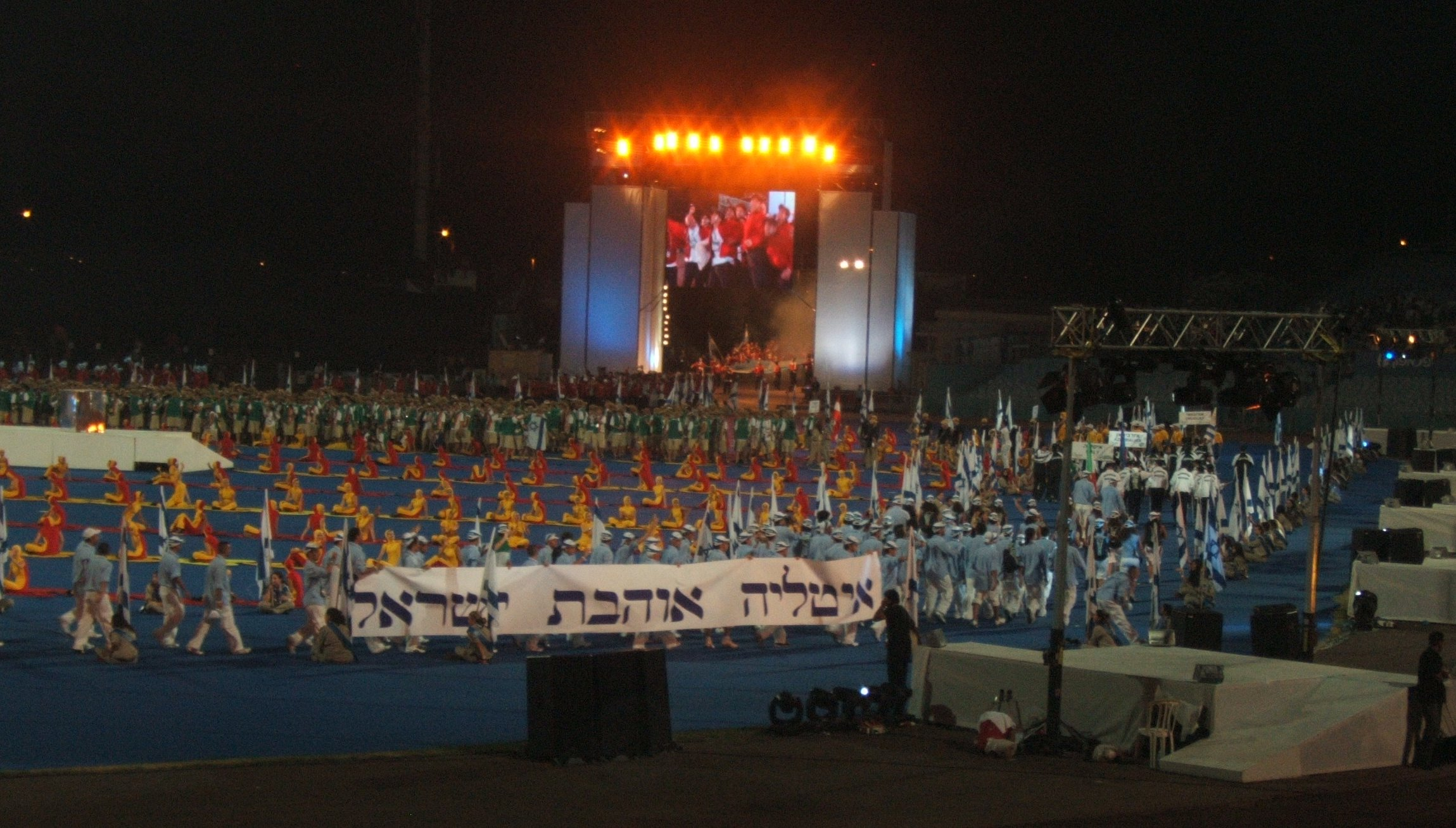
حفل الإفتتاح عام 1973.

| - تنس الريشة - البيسبول - كره السله - كريكيت - الفروسية - كرة القدم - كرة القدم داخل الصالات - جولف - الجمباز - الهوكي - الجودو - الكاراتيه - حديقة البولينج | - تجديف - الرجبي - الكرة اللينة - قرع - سباحة - التايكوندو - البولينج - التنس - سباقات المضمار والمسار - الترياتلون - كرة الطائرة - كرة الماء - مصارعة |

## الدول التي شاركت
| - الأرجنتين - أستراليا - أذربيجان - بيلاروس - بلجيكا - بوليفيا - بلغاريا - البرازيل - كندا - تشيلي | - الصين - كولومبيا - كوستاريكا - كرواتيا - قبرص - جمهورية التشيك - الدنمارك - فنلندا - فرنسا - جورجيا | - ألمانيا - اليونان - غواتيمالا - المجر - الهند - إسرائيل - إيطاليا - لاتفيا - ليتوانيا - لوكسمبورغ | - مقدونيا - المكسيك - مولدوفا - هولندا - نيوزيلندا - بنما - باراغواي - بيرو - بولندا - البرتغال | - رومانيا - روسيا - صربيا - سنغافورة - سلوفاكيا - إسبانيا - جنوب إفريقيا - السويد - سويسرا - تركيا | - أوكرانيا - المملكة المتحدة - الولايات المتحدة - الأوروغواي - فنزويلا |

## جدول الميداليات
| الترتيب | منتخب            | ذهبية | فضية | برونزية | المجموع |
| ------- | ---------------- | ----- | ---- | ------- | ------- |
| 1       | إسرائيل          | 226   | 192  | 171     | 589     |
| 2       | الولايات المتحدة | 71    | 81   | 67      | 219     |
| 3       | روسيا            | 15    | 18   | 18      | 51      |
| 4       | جنوب أفريقيا     | 12    | 8    | 8       | 28      |
| 5       | كندا             | 11    | 15   | 21      | 47      |
| 6       | أوكرانيا         | 5     | 2    | 3       | 10      |
| 7       | فنزويلا          | 4     | 3    | 2       | 9       |
| 8       | البرازيل         | 4     | 1    | 5       | 10      |
| 9       | أستراليا         | 3     | 7    | 25      | 35      |
| 10      | الأرجنتين        | 3     | 4    | 6       | 13      |

## روابط خارجية
رسمي
- ألعاب مكابيه النسخة السابع عشر

غير الرسمي
- ملخصات لكل ألعاب مكابيه
- المكتبة اليهودية
- "ألعاب مكابيه ال17 - يوليو 2005"